# Amphisbaena bagual
Espèce
Synonymes
- Leposternon bagual Ribeiro, Santos & Zaher, 2015

Amphisbaena bagual est une espèce d'amphisbènes de la famille des Amphisbaenidae.

## Répartition
Cette espèce est endémique de la province de Formosa en Argentine.

## Description
Amphisbaena bagual mesure jusqu'à 309,5 mm.

## Étymologie
Son nom d'espèce lui a été donné en référence au lieu de sa découverte, la réserve écologique d'El Bagual.

## Publication originale
- Ribeiro, Santos & Zaher, 2015 : A new species of Leposternon Wagler, 1824 (Squamata, Amphisbaenia) from northeastern Argentina. Zootaxa, no 4034 (2), p. 309–324.